# Sušje, Ribnica
Sušje este o localitate din comuna Ribnica, Slovenia, cu o populație de 136 de locuitori.